# Liste des épisodes de Chicago P.D.

Cet article présente la liste des épisodes de la série télévisée américaine Chicago Police Department.

## Épisodes
| Saisons        | Saisons        | Épisodes       | Diffusion originale sur NBC | Diffusion originale sur NBC | Diffusion originale sur NBC | Diffusion originale sur TF1 | Diffusion originale sur TF1 |
| Saisons        | Saisons        | Épisodes       | Année                       | Début de saison             | Fin de saison               | Début de saison             | Fin de saison               |
| -------------- | -------------- | -------------- | --------------------------- | --------------------------- | --------------------------- | --------------------------- | --------------------------- |
| Backdoor pilot | Backdoor pilot | Backdoor pilot | 2013-2014                   | 15 mai 2013                 | 15 mai 2013                 | 30 novembre 2013            | 30 novembre 2013            |
|                | 1              | 15             | 2013-2014                   | 8 janvier 2014              | 13 mai 2014                 | 14 janvier 2015             | 12 février 2015             |
|                | 2              | 23             | 2014-2015                   | 24 septembre 2014           | 20 mai 2015                 | 5 janvier 2016              | 16 mars 2016                |
|                | 3              | 23             | 2015-2016                   | 30 septembre 2015           | 25 mai 2016                 | 4 janvier 2017              | 1er mars 2017               |
|                | 4              | 23             | 2016-2017                   | 21 septembre 2016           | 17 mai 2017                 | 13 mars 2018                | 15 mai 2018                 |
|                | 5              | 22             | 2017-2018                   | 27 septembre 2017           | 9 mai 2018                  | 22 mai 2018                 | 26 juillet 2018             |
|                | 6              | 22             | 2018-2019                   | 26 septembre 2018           | 22 mai 2019                 | 12 novembre 2019            | TBA                         |
|                | 7              | 20             | 2019-2020                   | 25 septembre 2019           | 15 avril 2020               | 13 janvier 2021             | TBA                         |
|                | 8              | 16             | 2020-2021                   | 11 novembre 2020            | 26 mai 2021                 | TBA                         | TBA                         |
|                | 9              | 22             | 2021-2022                   | 22 septembre 2021           | 25 mai 2022                 | TBA                         | TBA                         |
|                | 10             | 22             | 2022-2023                   | 21 septembre 2022           | 24 mai 2023                 | TBA                         | TBA                         |
|                | 11             | 13             | 2024                        | 17 janvier 2024             | 22 mai 2024                 | TBA                         | TBA                         |
|                | 12             | 22             | 2024-2025                   | 25 septembre 2024           | TBA                         | TBA                         | TBA                         |

### Pilote hors-saison (2013)
Le pilote est le vingt-troisième épisode de la première saison de la série Chicago Fire.
1. Adieu, Hallie (Let Her Go)

### Première saison (2014)
1. La Méthode Voight, première partie (Stepping Stone)
2. La Méthode Voight, deuxième partie (Wrong Side of the Bars)
3. Un fils en liberté (Chin Check)
4. Le Rôle du père (Now Is Always Temporary)
5. Les Transporteuses (Thirty Balloons)
6. Les Alliés de New York (Conventions)
→ Conclusion du crossover commencé avec l'épisode Fin de la plaisanterie (saison 15, épisode 15) de la série télévisée New York, unité spéciale
7. Du sang sur les mains (The Price We Pay)
8. Opération Chinatown (Different Mistakes)
9. Un témoin très spécial (A Material Witness)
10. Le Combat d'Halstead (At Least It's Justice)
11. Les Infiltrés (Turn Off the Light)
12. L'Attaque de Chicago (8:30 PM)
→ Conclusion du crossover commencé avec l'épisode Journée noire (saison 2, épisode 20) de la série télévisée Chicago Fire
13. Incorrigible Pulpo (My Way)
14. En mon âme et conscience (The Docks)
15. Le Secret d'Erin Lindsay (A Beautiful Friendship)

### Deuxième saison (2014-2015)
Elle a été diffusée du 24 septembre 2014 au 20 mai 2015.
1. La Clé du crime (Call It Macaroni)
2. Questions de confiance (Get My Cigarettes)
3. Tueurs contre tueurs (The Weigh Station)
4. Traitement de faveur (Chicken, Dynamite, Chainsaw)
5. La Vengeance de Voight (An Honest Woman)
6. Deux flics en prison (Prison Ball)
7. Chicago, New York, 2ème partie (They'll Have to Go Through Me)
→ Conclusion d'un crossover commencé avec l'épisode Les Jeunes Mariés (saison 3, épisode 7) de la série télévisée Chicago Fire et poursuivi avec l'épisode Chicago, New York, 1ère partie de la série télévisée New York, unité spéciale
8. La Mission de l'année (Assignment of the Year)
9. Nouveaux équipiers (Called in Dead)
10. Plus jamais seule (Shouldn't Have Been Alone)
11. Agent spécial Lindsay (We Don't Work Together Anymore)
12. Une affaire de pères (Disco Bob)
13. Le Complexe du Phoenix (A Little Devil Complex)
→Conclusion d'un crossover débuté avec l'épisode En l'honneur de Shay (saison 3, épisode 13) de la série télévisée Chicago Fire
14. Bunny (Erin's Mom)
15. Une patrouille héroïque (What Do You Do)
16. D'une infiltration à l'autre (What Puts You On That Ledge)
17. Militante un jour, militante toujours (Say Her Real Name)
18. La Carte de visite (Get Back to Even)
19. Les Vieux démons d'Olinsky (The Three G's)
20. De New York à Chicago (1re partie) (The Number of Rats)
→ Poursuivi d'un crossover commencé avec l'épisode La Petite nouvelle (saison 3, épisode 21) de la série télévisée Chicago Fire et conclu avec l'épisode De Chicago à New York, 2ème partie de la série télévisée New York, unité spéciale
21. Une équipe en deuil (There's My Girl)
22. Surmonter sa peine (Push the Pain Away)
23. Père, ami et patron (Born Into Bad News)

### Troisième saison (2015-2016)
Elle a été diffusée du 30 septembre 2015 au 25 mai 2016.
1. L'Échange (Life Is Fluid)
2. Hanté par le passé (Natural Born Storyteller)
3. Un père inquiet (Actual Physical Violence)
4. Une affaire personnelle (Debts of the Past)
5. Arrangement douteux (Climbing Into Bed)
6. Faire semblant (You Never Know Who's Who)
7. Sous son aile (A Dead Kid, a Notebook and a Lot of Maybes)
8. L'Informateur (Forget My Name)
9. Le Bon Coupable (Never Forget I Love You)
10. Serment d'hypocrite (Now I'm God)
→ Conclusion du crossover commencé avec l'épisode L'Âme du 51 (saison 4, épisode 10) de la série télévisée Chicago Fire et poursuivi avec l'épisode Erreur de Diagnostic (saison 1, épisode 5) de la série télévisée Chicago Med
11. Sommeil de plomb (Knocked the Family Right Out)
12. Boomerang (Looking Out for Stateville)
13. Badge usurpé (Hit Me)
14. L'Enfant maudit (The Song of Gregory Williams Yates)
→ Conclusion du crossover commencé avec l'épisode Donner pour reprendre (saison 17, épisode 14) de la série télévisée New York, unité spéciale
15. L'Heure de l'interrogation (A Night Owl)
16. À la place d'un autre (The Cases That Need to Be Solved)
17. Le Prix d'un ami (Forty-Caliber Bread Crumb)
18. Le Refuge (Kasual with a K)
19. La Famille rêvée (If We Were Normal)
20. Un bébé abandonné (In A Duffel Bag)
21. Au-dessus des lois (Justice)
→ backdoor pilot pour la nouvelle série dérivée Chicago Justice
22. Des vies volées (She's Got Us)
23. Au fond du trou (Start Digging)

### Quatrième saison (2016-2017)
Elle a été diffusée du 21 septembre 2016 au 17 mai 2017.
1. Continuer à vivre (The Silos)
2. Où est Sarah Murphy ? (Made a Wrong Turn)
3. Sa propre justice (All Cylinders Firing)
4. Les mots sifflent comme des balles (Big Friends Big Enemies)
5. De la poudre aux yeux (A War Zone)
6. Filles de la rue (Skin in the Game)
7. Entre les mailles du filet (300,000 Likes)
8. Protéger et servir (A Shot Heard Round the World)
9. Fuite en avant (Don't Bury This Case)
→ Conclusion d'un crossover commencé avec l'épisode Vieux démons (saison 5, épisode 9) de la série télévisée Chicago Fire
10. Les Oubliées (Don't Read the News)
11. Sur parole (You Wish)
12. Demande d'asile (Sanctuary)
13. Abîmées par la vie (I Remember Her Now)
14. Multiples accusations (Seven Indictments)
15. La Vengeance d'un père (Favor, Affection, Malice or Ill-Will)
16. Un deuil impossible (Emotional Proximity)
→ Poursuite d'un crossover commencé avec l'épisode Piège mortel (saison 5, épisode 15) de la série télévisée Chicago Fire et conclu avec l'épisode Incendie criminel (saison 1, épisode 1) de la série télévisée Chicago Justice
17. Quand le passé resurgit (Remember the Devil)
18. Secret de famille (Little Bit of Light)
19. Le Sens du devoir (Last Minute Resistance)
20. En quête de rédemption (Grasping for Salvation)
21. Nouvelle recrue (Fagin)
22. Meurtres en direct (Army of One)
23. L'Heure du choix (Fork in the Road)

### Cinquième saison (2017-2018)
Elle a été diffusée du 27 septembre 2017 au 9 mai 2018.
1. Sur la sellette (Reform)
2. Un héros très discret (The Thing About Heroes)
3. Promesse (Promise)
4. La Loi du silence (Snitch)
5. Agence d'adoption (Home)
6. Pour la bonne cause (Fallen)
7. Les Vétérans (Care Under Fire)
8. Question de pouvoir (Politics)
9. Poison (Monster)
10. Jay en eaux troubles (Rabbit Hole)
11. Confidentiel (Confidential)
12. En otage (Captive)
13. Racket (Chasing Monsters)
14. Un genou à terre (Anthem)
15. Les Amazones (Sisterhood)
16. Viral (Profiles)
→ Début d'un crossover conclu avec l'épisode La Traque (saison 6, épisode 13) de la série télévisée Chicago Fire
17. Sans issue (Breaking Point)
18. Le Poids du passé (Ghosts)
19. La Mauvaise Graine (Payback)
20. Instinct de protection (Saved)
21. Le Bon Juge (Allegiance)
22. La Traque (Homecoming)

### Sixième saison (2018-2019)
Elle a été diffusée du 26 septembre 2018 au 22 mai 2019.
1. Nouvelle routine (New Normal)
2. Un secret dans les cendres (Endings)
Crossover débuté avec Chicago Fire S07E02 - Entrée en guerre (Going to War), se terminant avec Chicago Med S04E02 - Syndrome post-traumatique (When to Let Go)
3. Bonnie & Clyde (Bad Boys)
4. Flic en herbe (Ride Along)
5. Juge et partie (Fathers and Sons)
6. Imbroglio (True or False)
7. Détonateur (Trigger)
8. Erreur de jeunesse (Black and Blue)
9. Les Ravages de la drogue (Descent)
10. Loyauté à toute épreuves (Brotherhood)
11. Au royaume des aveugles (Trust)
12. Bon débarras (Outrage)
13. Une nuit à Chicago (Night in Chicago)
14. Tueuses de flics (Ties That Bind)
15. Mauvais choix mais bonnes raisons (Good Men)
Fin du CrossOver avec Chicago Fire S07E15 - Ce que j'ai vu (What I Saw)
16. En chasse (The Forgotten)
17. Injustices en série (Pain Killer)
18. L'Essence même de Chicago (This City)
19. À portée de main (What Could Have Been)
20. Par amour (Sacrifice)
21. Le Temps des regrets (Confession)
22. Le Jour du jugement (Reckoning)

### Septième saison (2019-2020)
Elle a été diffusée du 25 septembre 2019 au 15 avril 2020.
1. Triste coup du sort (Doubt)
2. Un criminel idéaliste (Assets)
3. Les Protégées (Familia)
4. La Fin justifie les moyens (Infection: Part III)
Fin du Crossover avec Chicago Fire S08E04 - Infection (Infection: Part I) & Chicago Med S05E04 - Epidémie (Infection: Part II)
5. La Famille d'abord (Brother's Keeper)
6. Faux positif (False Positive)
7. Profession : indic (Informant)
8. Sans regrets (No Regrets)
9. Le Loup et sa meute (Absolution)
10. Comme un père (Mercy)
11. Canaryville (43rd and Normal)
12. Le Bûcher de la cupidité (The Devil You Know)
13. Services d'urgence, je vous écoute ? (I Was Here)
14. Usurpation d'identité (Center Mass)
15. À la recherche du Dealer (Burden of Truth)
Fin du Crossover avec Chicago Fire S08E15 - Cavalier seul
16. Sous les coups (Intimate Violence)
17. Guerre des gangs (Before the Fall)
18. Intérêts personnels (Lines)
19. Kidnapping sous haute tension (Buried Secrets)
20. Le Silence de la nuit (Silence of the Night)

### Huitième saison (2020-2021)
Elle a été diffusée du 11 novembre 2020 au 26 mai 2021.
1. Ennemis fantômes (Fighting Ghosts)
2. La Proposition (White Knuckle)
3. Coup de bluff (Tender Age)
4. Le Droit à l'erreur (Unforgiven)
5. Choisir sa famille (In Your Care)
6. Justice équitable (Equal Justice)
7. Gagnant-gagnant (Instinct)
8. Protéger et servir (Protect and Serve)
9. Le Rêve impossible (Impossible Dream)
10. Pot de départ (The Radical Truth)
11. Les Fantômes du passé (Signs of Violence)
12. Vice de procédure (Due Process)
13. Le Chemin de l'adoption (Trouble Dolls)
14. Cambriolages (Safe)
15. Suivre les règles… (The Right Thing)
16. …Ou ne pas suivre les règles (The Other Side)

### Neuvième saison (2021-2022)
Elle a été diffusée du 22 septembre 2021 au 25 mai 2022.
1. En toute illégalité (Closure)
2. Un travail de bureau (Rage)
3. Souvenirs explosifs (The One Next to Me)
4. La Maison hantée (In the Dark)
5. Amour sous couverture (Burnside)
6. Fin de service (End of Watch)
7. Motivations personnelles (Trust Me)
8. Manipulations (Fractures)
9. L'Ultimatum (A Way Out)
10. Où est Brianna ? (Home Safe)
11. Le Dernier mensonge (Lies)
12. Le Point faible (To Protect)
13. Erreur sur la personne (Still Water)
14. Lettres de sang (Blood Relation)
15. L'Enlèvement (Gone)
16. Rapprochement (Closer)
17. À la dérive (Adrift)
18. Le Nouveau (New Guard)
19. Le Cerveau de l'affaire (Fool's Gold)
20. Souvenirs d'enfance (Memory)
21. Château de cartes (House of Cards)
22. Ensemble (You and Me)

### Dixième saison (2022-2023)
Elle a été diffusée du 21 septembre 2022 au 24 mai 2023.
En Belgique, sa diffusion a débuté le 27 octobre 2023 sur RTL-TVI.
1. Passer à autre chose (Let It Bleed)
2. Un tueur en cavale (The Real You)
3. Frères d'armes (A Good Man)
4. Le Protecteur (Dónde Vives)
5. Fils à papa (Pink Cloud)
6. Présumé coupable (Sympathetic Reflex)
7. Au fond du trou (Into the Deep)
8. Dans la peau (Under the Skin)
9. La Charge de la preuve (Proof of Burden)
10. L'Omerta (This Job)
11. Guerre de pouvoir (Long Lost)
12. Au revoir (I Can Let You Go)
13. Liaison interdite (The Ghost in You)
14. Chasser ses démons (Trapped)
15. Business familial (Blood and Honor)
16. Le Procès Morales (Deadlocked)
17. Une question d'éthique (Out of the Depths)
18. Pour la cause… (You Only Die Twice)
19. Un coupable trop jeune (The Bleed Valve)
20. Forcée à se battre (Fight)
21. Passé torturé (New Life)
22. Leur monde meilleur (A Better Place)

### Onzième saison (2024)
Elle a été diffusée du 17 janvier 2024 au 22 mai 2024.
1. Avancer (Unpacking)
2. Les Rescapés (Retread)
3. Enfin en sécurité (Safe Harbor)
4. Évasion (Escape)
5. Une fraction de seconde (Split Second)
6. Instinct de survie (Survival)
7. Les Vivants et les morts (The Living and the Dead)
8. Sur le terrain (On Paper)
9. On ne fait qu'un (Somos Uno)
10. Vieux dossiers (Buried Pieces)
11. Le poids de la culpabilité (The Water Line)
12. Faire l'inventaire (Inventory)
13. Un de plus (More)

### Douzième saison (2024-2025)
Elle est diffusée depuis le 25 septembre 2024.
1. Ten Ninety-Nine
2. Blood Bleeds Blue
3. Off Switch
4. The After
5. Water and Honey
6. Pawns
7. Contrition
8. Penance
9. Friends and Family
10. Zoe
11. In the Trenches: Part III
12. The Good Shepherd
13. Street Jesus
14. Marie
15. Greater Good
16. Seen and Unseen
17. Transference
18. Demons
19. Name Image Likeness
20. Black Ice
21. Open Casket
22. Vows